# Спас (Торжоцький район)
Спас (рос. Спасс) — присілок в Торжоцькому районі Тверської області Російської Федерації.
Населення становить 18 осіб. Входить до складу муніципального утворення Мирновське сільське поселення.

## Історія
Від 2005 року входить до складу муніципального утворення Мирновське сільське поселення.

## Населення
| 1859 | 1884 | 1996 | 2002 | 2010 |
| ---- | ---- | ---- | ---- | ---- |
| 179  | ↘128 | ↘20  | ↘19  | ↘18  |